# Kadir Yağız
Kadir Yağız es un deportista turco que compitió en taekwondo. Ganó una medalla de plata en el Campeonato Europeo de Taekwondo de 1992 en la categoría de –58 kg.

## Palmarés internacional
| Campeonato Europeo | Campeonato Europeo | Campeonato Europeo | Campeonato Europeo |
| Año                | Lugar              | Medalla            | Categoría          |
| ------------------ | ------------------ | ------------------ | ------------------ |
| 1992               | Valencia (España)  | Medalla de plata   | –58 kg             |